# Stazione meteorologica di Palazzo San Gervasio
La stazione meteorologica di Palazzo San Gervasio è la stazione meteorologica di riferimento relativa alla località di Palazzo San Gervasio.

## Coordinate geografiche
La stazione meteorologica è situata nell'Italia meridionale, in Basilicata, in provincia di Potenza, nel comune di Palazzo San Gervasio, a 483 metri s.l.m. e alle coordinate geografiche 40°56′N 15°59′E.

## Dati climatologici
Secondo i dati medi del trentennio 1961-1990, la temperatura media del mese più freddo, gennaio, si attesta a +5,1 °C, mentre quella del mese più caldo, agosto, è di +24,6 °C .
| Palazzo San Gervasio | Mesi | Mesi | Mesi | Mesi | Mesi | Mesi | Mesi | Mesi | Mesi | Mesi | Mesi | Mesi | Stagioni | Stagioni | Stagioni | Stagioni | Anno |
| Palazzo San Gervasio | Gen  | Feb  | Mar  | Apr  | Mag  | Giu  | Lug  | Ago  | Set  | Ott  | Nov  | Dic  | Inv      | Pri      | Est      | Aut      | Anno |
| -------------------- | ---- | ---- | ---- | ---- | ---- | ---- | ---- | ---- | ---- | ---- | ---- | ---- | -------- | -------- | -------- | -------- | ---- |
| T. max. media (°C)   | 8,6  | 9,7  | 12,7 | 17,0 | 22,0 | 27,3 | 30,9 | 31,4 | 26,7 | 19,9 | 14,4 | 11,0 | 9,8      | 17,2     | 29,9     | 20,3     | 19,3 |
| T. min. media (°C)   | 1,7  | 1,8  | 3,9  | 6,8  | 10,7 | 14,4 | 17,3 | 17,9 | 14,7 | 10,6 | 6,7  | 3,7  | 2,4      | 7,1      | 16,5     | 10,7     | 9,2  |